# Beretta Holding
Beretta Holding S.A. – międzynarodowy holding grupujący firmy produkujące broń strzelecką. Jeden z największych holdingów militarnych na świecie, największy we Włoszech.
Holding Beretta powstała w 1995 roku po zakupie przez przedsiębiorstwo Fabbrica d’Armi Pietro Beretta S.p.A. włoskiego przedsiębiorstwa Luigi Franchi S.p.A. W grudniu 1999 roku do holdingu dołączyło fińskie przedsiębiorstwo Sako i włoskie Benelli Arms, a w 2000 Uberti Replicas.
Obecnie w skład holdingu wchodzą:
- Fabbrica d’Armi Pietro Beretta S.p.A.
- Luigi Franchi S.p.A.
- Sako
- Benelli Armi S.p.A.
- Uberti Replicas
- Stoeger Industries
- Burris Company
- Mecanica del Sarca
- Outdoor Enterprises
- Chapuis Armes
- Holland & Holland
- Ammotec